# Dietrich Schnabel
Dietrich Schnabel (* 19. Dezember 1968 in Schorndorf) ist ein deutscher Dirigent und Komponist.
Schnabel studierte Dirigieren und Musikwissenschaft in Köln und Weimar.
Seit 1994 leitet er freiberuflich Blockflötenensembles, darunter Das Blockflötenconsort Dortmund, Das Blockflötenorchester Sankt Augustin, Das Blockflötenensemble Garbsen und das Württembergische Blockflötenorchester.
Er arbeitete ein paar Jahre eng mit der im Juni 2017 verstorbenen englischen Dirigentin und Komponistin Eileen Silcocks zusammen. Sie leitete das Scottish Recorder Orchestra, mit dem Das Blockflötenconsort Dortmund im Jahr 2008 ein Gemeinschaftskonzert gegeben hat.

## Kompositionen
- Lavinia (ATBGb, Flautando Edition, FE D-006)
- Sehr stille Nacht (SATB, Flautando Edition, FE D-005)
- Feuer & Eis (SSAATTBBBGbGbSbSb, Flautando Edition, FE D-002)
- Die Mädels (SATB, Flautando Edition, FE D-003)
- Symphonie Nr. 1 d-moll (SsSSAATTBBBGbGbSbSb, May Hill Edition, Bestellnummer: MHE 11008)
- Take Five (for 14 Players(S-Sb), Peacock Press, P281)
- und weitere, derzeit noch nicht veröffentlichte Werke

## Tondokumente
- Schnabelflötentöne I bis IV (Eigenverlag)